# Zmarli w marcu 2015

## Marzec 2015
- 31 marca
  - Billy Butler – amerykański wokalista soul[1]
  - Bernard Piotrowski – polski historyk i skandynawista[2]
  - Philip Potter – dominicki duchowny protestancki, były sekretarz generalny Światowej Rady Kościołów[3]
  - Ralph Sharon – amerykański pianista[4]
- 30 marca
  - Helmut Dietl – niemiecki reżyser filmowy[5]
  - Zbigniew Dorosz – polski ekonomista i samorządowiec, przewodniczący rady miejskiej Legnicy (1998–2002)[6]
  - Robert Z’Dar – amerykański aktor[7]
  - Ingrid van Houten-Groeneveld – holenderska astronom[8]
- 29 marca
  - Maria Nowicka – polska badaczka antyku, archeolog, profesor w Instytucie Archeologii i Etnologii PAN. W latach 1982–2004 redaktor naczelna rocznika „Archeologia”[9]
  - Juan Carlos Maccarone – argentyński duchowny katolicki, biskup Santiago del Estero[10]
- 28 marca
  - Richard L. Bare – amerykański reżyser filmowy[11]
  - Miroslav Ondříček – czeski operator filmowy[12]
  - Jerzy Orłowski – polski piłkarz[13]
  - Gene Saks – amerykański reżyser teatralny i filmowy[14]
  - Walter Schuck – niemiecki as myśliwski z okresu II wojny światowej[15]
  - Ronald Stevenson – brytyjski pianista i kompozytor[16]
- 27 marca
  - Rod Hundley – amerykański koszykarz, komentator sportowy[17]
  - Pauline Brockless – brytyjska sopranistka[18]
  - Olga Syahputra – indonezyjski aktor[19]
  - Mate Trojanović – chorwacki wioślarz, reprezentant Jugosławii, medalista olimpijski[20]
- 26 marca
  - Karl Ahrens – niemiecki polityk i prawnik, przewodniczący Zgromadzenia Parlamentarnego Rady Europy (1983–1986)[21]
  - Ennio Appignanesi – włoski duchowny katolicki, biskup[22]
  - Alojzy Bartoszek – polski dyplomata, ambasador w Pakistanie (1970–1975), Holandii (1979–1983), Irlandii (1981–1984) i Kanadzie (1987–1992)[23]
  - Dinkha IV Khanania – duchowny asyryjski, katolikos-patriarcha Kościoła Wschodu[24]
  - John Renbourn – brytyjski gitarzysta folkowy[25]
  - Alonso Llano Ruiz – kolumbijski duchowny katolicki, biskup[26]
  - Ian Moir – szkocki piłkarz[27]
  - Władysław Niewiarowski – polski geograf[28]
  - Tomas Tranströmer – szwedzki poeta, noblista[29]
  - Władysław Wojtasik – polski funkcjonariusz MBP i dyplomata[30]
- 25 marca
  - Władysław Barcikowski – polski lekarz, wojskowy[31]
  - Ivo Garrani – włoski aktor[32]
  - Jan Iwaszko – polski wojskowy[33]
  - Ron Suart – angielski piłkarz i trener[34]
  - Andrzej Urban – polski architekt, urzędnik państwowy, Główny Inspektor Nadzoru Budowlanego (1998-2005)[35]
- 24 marca
  - Yehuda Avner – izraelski dyplomata[36]
  - Scott Clendenin – amerykański basista metalowy, muzyk zespołu Death[37]
  - Jerzy Timoszewicz – polski historyk teatru[38]

W Katastrofie lotu Germanwings 9525 zginęli między innymi:
- Oleg Bryjak – niemiecki śpiewak operowy pochodzenia kazachskiego
- Maria Radner – niemiecka śpiewaczka operowa

- 23 marca
  - Lil’ Chris – brytyjski muzyk i aktor[40]
  - Roy Douglas – brytyjski kompozytor, pianista i aranżer[41]
  - Eugeniusz Gąsiorowski – polski historyk sztuki[42]
  - Herberto Hélder – portugalski poeta[43]
  - Søren Kam – duński oficer SS[44]
  - Lee Kuan Yew – singapurski prawnik, polityk, pierwszy premier tego kraju (1959–1990)[45]
  - Krzysztof Sznapik – polski szachista i trener szachowy[46]
- 22 marca
  - Horst Buhtz – niemiecki piłkarz i trener[47]
  - Peter Pišťanek – słowacki pisarz[48]
  - Małgorzata Wojciechowska – polska nauczycielka, wiceprezes Międzynarodowego Sekretariatu Katolickich Nauczycieli Licealnych (SIESC)[49]
- 21 marca
  - Chuck Bednarik – amerykański futbolista[50]
  - Czesław Blicharski – polski lotnik w okresie II wojny światowej[51]
  - Milen Dobrew – bułgarski sztangista, mistrz olimpijski[52]
  - Hans Erni – szwajcarski malarz, grafik, projektant i rzeźbiarz[53]
  - Malachy John Goltok – nigeryjski duchowny katolicki, biskup Bauchi[54]
  - James Spicer – brytyjski polityk i wojskowy, członek Izby Gmin (1974–1997), eurodeputowany (1979–1984)[55]
  - Jackie Trent – angielska piosenkarka i aktorka[56]
  - Alberta Watson – kanadyjska aktorka[57]
- 20 marca
  - Malcolm Fraser – australijski polityk, premier Australii w latach 1975–1983[58]
  - Walter Grauman – amerykański reżyser[59]
  - Wiktor Wiktorowycz Janukowycz – ukraiński polityk[60]
  - Paul Jeffrey – amerykański saksofonista i kompozytor jazzowy[61]
  - Robert Kastenmeier – amerykański polityk[62]
  - Josef Mikoláš – czeski hokeista[63]
  - A.J. Pero – amerykański perkusista metalowy[64]
  - Anthony Rysz – biskup Polskiego Narodowego Kościoła Katolickiego w Stanach Zjednoczonych i Kanadzie (PNKK) pochodzenia polskiego[65]
  - Petr Vopěnka – czeski matematyk[66]
  - Gregory Walcott – amerykański aktor[67]
  - Maria Wojtaś-Wasilewska – polska profesor biochemii[68]
- 19 marca
  - Michael Brown – amerykański klawiszowiec[69]
  - Gerda van der Kade-Koudijs – holenderska lekkoatletka, skoczkini wzwyż i sprinterka, mistrzyni olimpijska[70]
  - Peter Katin – brytyjski pianista[71]
- 18 marca
  - Samuel Charters – amerykański historyk muzyki, pisarz, producent nagrań, muzyk i poeta[72]
  - Harry Heijnen – holenderski piłkarz[73]
  - Grace Ogot(inne języki) – kenijska pisarka i polityk[74]
  - Oleg Sakirkin – kazachski lekkoatleta, trójskoczek[75]
- 17 marca
  - Bob Appleyard – angielski krykiecista[76]
  - Sławomir Piwowar – polski gitarzysta rockowy (SBB)[77]
  - Antonio Dorado Soto – hiszpański duchowny katolicki, biskup Guadix, Kadyksu i Ceuty oraz Malagi[78]
- 16 marca
  - Andy Fraser – brytyjski gitarzysta basowy i kompozytor, muzyk zespołu Free[79]
  - Jack Haley – amerykański koszykarz[80]
  - Don Robertson – amerykański pianista i autor piosenek[81]
  - Gustavo Selva – włoski polityk i dziennikarz, deputowany krajowy i europejski, senator[82]
  - Braydon Smith – australijski bokser[83]
- 15 marca
  - Antonio Betancort – hiszpański piłkarz[84]
  - Sally Forrest – amerykańska aktorka[85]
  - Wally Kahn – brytyjski pilot[86]
  - Grzegorz Moryciński – polski malarz[87]
  - Mike Porcaro – amerykański basista, muzyk zespołu Toto[88]
- 14 marca
  - Nino Cristofori – włoski polityk[89]
  - Barbara Czałczyńska – polska pisarka, tłumaczka[90]
  - Walentin Rasputin – rosyjski pisarz[91]
- 13 marca
  - Daevid Allen – australijski gitarzysta i piosenkarz, muzyk zespołów Soft Machine i Gong[92]
  - Zofia Kielan-Jaworowska – polska paleozoolog[93]
  - Ib Melchior(inne języki) – amerykański powieściopisarz[94]
  - Jan Niewiński – polski wojskowy, działacz społeczny i sportowy[95]
  - Al Rosen – amerykański baseballista[96]
- 12 marca
  - Michael Graves – amerykański architekt[97]
  - Magda Guzmán – meksykańska aktorka[98]
  - Tamara Jakżyna – rosyjska dziennikarka i reżyserka filmów dokumentalnych oraz edukacyjnych[99]
  - Terry Pratchett – brytyjski pisarz fantasy i science fiction[100]
- 11 marca
  - Walter Burkert – szwajcarski filolog klasyczny, religioznawca i historyk kultury[101]
  - Janusz Garlicki – polski dziennikarz, pisarz[102]
  - Jimmy Greenspoon – amerykański klawiszowiec, wokalista i kompozytor rockowy[103]
  - Janusz Łaznowski – polski związkowiec, działacz NSZZ „Solidarność”[104]
  - Jerzy Vaulin – polski reżyser dokumentalista, agent MBP[105]
- 10 marca
  - Richard Glatzer – amerykański reżyser filmowy[106]
  - Agnieszka Kotlarska – polska aktorka[107]
- 9 marca
  - Edward Hajduk – polski filozof, pedagog i socjolog[108]
  - James Molyneaux – brytyjski polityk[109]
  - Frei Otto – niemiecki architekt[110]
  - Anna Śliwińska – polska farmaceutka, posłanka na Sejm[111]

W katastrofie śmigłowców w Argentynie zginęli między innymi:
- Florence Arthaud – francuska żeglarka
- Camille Muffat – francuska pływaczka, mistrzyni olimpijska z Londynu (2012)
- Alexis Vastine – francuski bokser

- 8 marca
  - Pawło Chudzik – ukraiński piłkarz[113]
  - Sam Simon – amerykański reżyser, producent filmowy, scenarzysta, menedżer bokserski i filantrop[114]
  - Lew Soloff – amerykański trębacz jazzowy, kompozytor, aktor[115]
  - Karol Wolfke – polski prawnik[116]
- 7 marca
  - Ludwik Arendt – polski dziennikarz[117]
  - Derek Day – brytyjski dyplomata i hokeista na trawie[118]
  - Krystian Ignas – polski wspinacz, matematyk i informatyk[119]
  - Manuel (Pawłow) – rosyjski biskup prawosławny, metropolita karelski[120]
  - Ross Turnbull – australijski rugbysta, prawnik, działacz sportowy i administrator[121]
- 6 marca
  - Janusz Kałużny – polski astronom[122]
  - Vasilios Magginas – grecki polityk[123]
- 5 marca
  - Vlada Divljan – serbski i jugosłowiański muzyk, wokalista i gitarzysta, członek zespołu Idoli[124]
  - Edward Egan – amerykański duchowny katolicki, emerytowany arcybiskup Nowego Jorku, kardynał[125]
  - Evelyn Furtsch – amerykańska lekkoatletka, sprinterka[126]
  - Albert Maysles – amerykański dokumentalista[127]
  - Jim McCann – irlandzki muzyk (The Dubliners)[128]
  - James H. Norick – amerykański polityk, burmistrz Oklahoma City[129]
  - Dirk Shafer – amerykański model, aktor i reżyser[130]
  - Helena Szubert-Słysz – polska śpiewaczka[131]
- 4 marca
  - Dušan Bilandžić – chorwacki historyk i polityk[132]
  - Karl-Alfred Jacobsson – szwedzki piłkarz[133]
  - Jørgen Jensen – duński kolarz[134]
  - Stanisław Łęgowski – polski fizyk, profesor[135]
  - Zbyszko Siemaszko – polski artysta fotografik, autor fotografii Warszawy[136]
  - Wojciech Wąsikiewicz – polski piłkarz i trener piłkarski[137]
- 3 marca
  - Roy McCrohan – angielski piłkarz[138]
- 2 marca
  - Ryszard Chutkowski – polski filmowiec, kierownik produkcji[139]
  - Wojciech Giełżyński – polski dziennikarz i reportażysta, dwukrotny wioślarski mistrz Polski[140]
  - Bettina Graziani – francuska modelka[141]
  - Francisco González Ledesma – hiszpański pisarz[142]
  - Dave Mackay – szkocki piłkarz i trener[143]
  - Stanisław Mrowec – polski chemik[144]
  - Mal Peet(inne języki) – brytyjski autor i ilustrator książek[145]
- 1 marca
  - Daniel von Bargen – amerykański aktor[146]
  - Jennifer Ward Clarke – brytyjska wiolonczelistka[147]
  - Franz Hums – austriacki polityk i działacz związkowy, minister pracy i spraw społecznych (1995–1997)[148]
  - Orrin Keepnews – amerykański producent nagrań[149]
  - Minnie Miñoso – kubański baseballista[150]
  - Carel Visser – holenderski rzeźbiarz[151]
  - Christian Welp – niemiecki koszykarz[152]
  - Wolfram Wuttke – niemiecki piłkarz[153]